# Eria carunculosa
Eria carunculosa là một loài thực vật có hoa trong họ Lan. Loài này được (Gagnep.) Seidenf. ex Aver. mô tả khoa học đầu tiên năm 1988.